# Бунякинська сільська рада
Бунякинська сільська́ ра́да — колишній орган місцевого самоврядування в Путивльському районі Сумської області. Адміністративний центр — село Бунякине.

## Загальні відомості
- Населення ради: 946 осіб (станом на 2001 рік)

## Населені пункти
Сільській раді були підпорядковані населені пункти:
- с. Бунякине
- с. Бруски
- с. Бувалине
- с. Гірки

## Склад ради
Рада складалася з 12 депутатів та голови.
- Голова ради: Міліков Олександр Миколайович
- Секретар ради: Гапонова Людмила Станіславвівна

### Керівний склад попередніх скликань
| Прізвище, ім'я, по батькові   | Основні відомості                                                               | Дата обрання | Дата звільнення |
| ----------------------------- | ------------------------------------------------------------------------------- | ------------ | --------------- |
| Міліков Олександр Миколайович | Сільський голова, 1969 року народження, безпартійний                            | 26.03.2006   | 31.10.2010      |
| Міліков Олександр Миколайович | Сільський голова, 1968 року народження, освіта середня спеціальна, безпартійний | 31.10.2010   |                 |

Примітка: таблиця складена за даними сайту Верховної Ради України